# Wieden (Baden-Württemberg)
Wieden è un comune tedesco di 582 abitanti, situato nel land del Baden-Württemberg.